# Anomaloglossinae
Die Anomaloglossinae sind eine Unterfamilie von Froschlurchen aus der Familie Aromobatidae. Sie umfassen zwei Gattungen, deren Verbreitungsgebiet im Nordwesten und Norden Südamerikas liegt.

## Merkmale
Diagnostische Merkmale finden sich insbesondere an den Fingern und Zehen. Auf der präaxialen (inneren) Seite des zweiten und dritten Fingers sowie der ersten Zehe, und auf der postaxialen (äußeren) Seite der fünften Zehe ist ein Saum ausgebildet. Auf der postaxialen Seite der ersten Zehe ist die Schwimmhaut stärker ausgebildet als bei anderen Vertretern der Familie. Die Haftscheibe an der zweiten Zehe ist mäßig entwickelt, stärker als bei nahe verwandten Taxa. Die Metatarsalfalte, ein Hautsaum, der von der Außenseite der fünften Zehe zur Fußwurzel verläuft, ist stark ausgebildet. Der Bauch der Männchen ist irregulär getüpfelt oder schwach und diffus gefleckt.

## Geografische Verbreitung
Die Anomaloglossinae finden sich überwiegend östlich der Anden im westlichen Amazonasgebiet und dem Einzugsgebiet des Orinoco in Venezuela, Guyana, Suriname, Französisch-Guayana und dem Nordosten Brasiliens. Bei vielen Arten ist die Verbreitung auf Tepuis begrenzt. Im Osten reicht das Verbreitungsgebiet bis in die nordwestliche Mata Atlântica hinein. In Kolumbien kommen einige Vertreter von Anomaloglossus an den pazifischen Hängen sowie die Vertreter von Rheobates auf beiden Seiten der Anden vor.

## Lebensweise
Anomaloglossinae sind tagaktive und terrestrische Bewohner des tropischen Regenwalds. Die Kaulquappen wachsen in Gewässern am Boden oder in Phytotelmata auf Bromeliengewächsen auf. Mit Ausnahme von Anomaloglossus stepheni werden sie von erwachsenen Männchen auf dem Rücken transportiert.

## Gefährdung und Schutz
Die Bestandsdaten sind bei vielen Arten von Anomaloglossus unzureichend erforscht. In der Roten Liste gefährdeter Arten der IUCN sind die meisten Arten verzeichnet, wobei die Gefährdungsstufen von Least Concern (nicht gefährdet) bis Vulnerable (gefährdet) reichen. Beispielsweise liegen für Rheobates pseudopalmatus nicht genügend Daten vor, Rheobates palmatus hat die Einstufung Least Concern (nicht gefährdet).

## Systematik und Taxonomie
Die Unterfamilie Anomaloglossinae und die in ihr zusammengefassten Gattungen wurden zusammen mit der Familie Aromobatidae neu errichtet. Die Anomaloglossinae entspringen einem basalen Zweig der Aromobatidae, während die beiden anderen Unterfamilien Aromobatinae und Allobatinae näher miteinander verwandt sind. Es werden 34 Arten in zwei Gattungen unterschieden:

## Arten
Stand: 10. August 2022
- Gattung Anomaloglossus Grant, Frost, Caldwell, Gagliardo, Haddad, Kok, Means, Noonan, Schargel & Wheeler, 2006 (32 Arten)
  - Anomaloglossus apiau Fouquet, Souza, Nunes, Kok, Curcio, Carvalho, Grant & Rodrigues, 2015

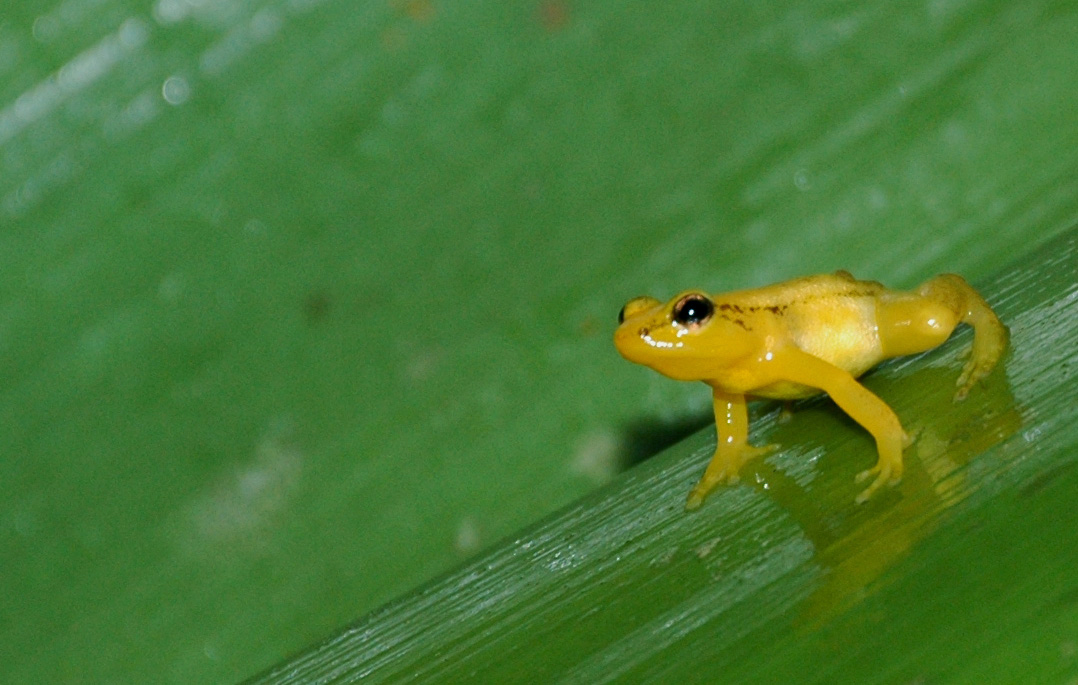
Anomaloglossus beebei aus Guyana

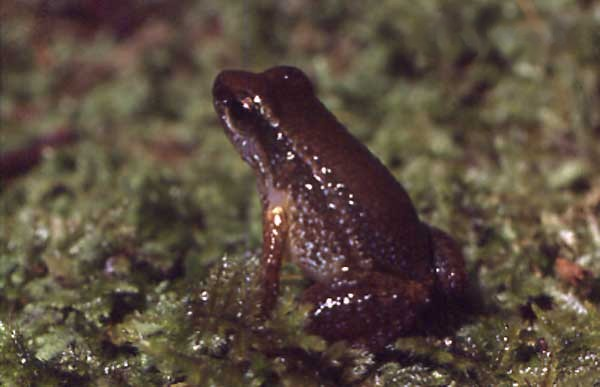
Anomaloglossus stepheni aus Amazonas, Brasilien

  - Anomaloglossus ayarzaguenai (La Marca, 1997)
  - Anomaloglossus baeobatrachus (Boistel & Massary, 1999)
  - Anomaloglossus beebei (Noble, 1923)
  - Anomaloglossus blanci Fouquet, Vacher, Courtois, Villette, Reizine, Gaucher, Jairam, Ouboter & Kok, 2018[4]
  - Anomaloglossus breweri (Barrio-Amorós, 2006)
  - Anomaloglossus degranvillei (Lescure, 1975)
  - Anomaloglossus dewynteri Fouquet, Vacher, Courtois, Villette, Reizine, Gaucher, Jairam, Ouboter & Kok, 2018 [4]
  - Anomaloglossus guanayensis (La Marca, 1997)
  - Anomaloglossus kaiei (Kok, Sambhu, Roopsind, Lenglet & Bourne, 2006)
  - Anomaloglossus leopardus Ouboter & Jairam, 2012
  - Anomaloglossus meansi Kok, Nicolaï, Lathrop & MacCulloch, 2018[5]
  - Anomaloglossus megacephalus Kok, MacCulloch, Lathrop, Willaert & Bossuyt, 2010
  - Anomaloglossus mitaraka Fouquet, Vacher, Courtois, Deschamps, Ouboter, Jairam, Gaucher, Dubois & Kok, 2019
  - Anomaloglossus moffetti Barrio-Amorós & Brewer-Carias, 2008
  - Anomaloglossus murisipanensis (La Marca, 1997)
  - Anomaloglossus parimae (La Marca, 1997)
  - Anomaloglossus parkerae (Meinhardt & Parmalee, 1996)
  - Anomaloglossus praderioi (La Marca, 1997)
  - Anomaloglossus roraima (La Marca, 1997)
  - Anomaloglossus rufulus (Gorzula, 1990)
  - Anomaloglossus saramaka Fouquet, Jairam, Ouboter & Kok, 2020[6]
  - Anomaloglossus shrevei (Rivero, 1961)
  - Anomaloglossus stepheni (Martins, 1989)
  - Anomaloglossus surinamensis Ouboter & Jairam, 2012
  - Anomaloglossus tamacuarensis (Myers & Donnelly, 1997)
  - Anomaloglossus tepequem Fouquet, Souza, Nunes, Kok, Curcio, Carvalho, Grant & Rodrigues, 2015
  - Anomaloglossus tepuyensis (La Marca, 1997)
  - Anomaloglossus triunfo (Barrio-Amorós, Fuentes-Ramos & Rivas-Fuenmayor, 2004)
  - Anomaloglossus vacheri Fouquet, Jairam, Ouboter & Kok, 2020[6]
  - Anomaloglossus verbeeksnyderorum Barrio-Amorós, Santos & Jovanovic, 2010
  - Anomaloglossus wothuja (Barrio-Amorós, Fuentes-Ramos & Rivas-Fuenmayor, 2004)

- Gattung Rheobates Grant, Frost, Caldwell, Gagliardo, Haddad, Kok, Means, Noonan, Schargel & Wheeler, 2006 (2 Arten)
  - Rheobates palmatus (Werner, 1899)
  - Rheobates pseudopalmatus (Rivero & Serna, 2000)

Einige Arten der Gattung Anomaloglossus wurden ausgegliedert und in die neue Gattung Ectopoglossus in der Unterfamilie Hyloxalinae, Familie Baumsteigerfrösche (Dendrobatidae) gestellt:
- - Ectopoglossus astralogaster (Myers, Ibáñez, Grant & Jaramillo, 2012)
  - Ectopoglossus atopoglossus (Grant, Humphrey & Myers, 1997)
  - Ectopoglossus confusus (Myers & Grant, 2009)
  - Ectopoglossus isthminus (Myers, Ibáñez, Grant & Jaramillo, 2012)
  - Ectopoglossus lacrimosus (Myers, 1991)

## Galerie

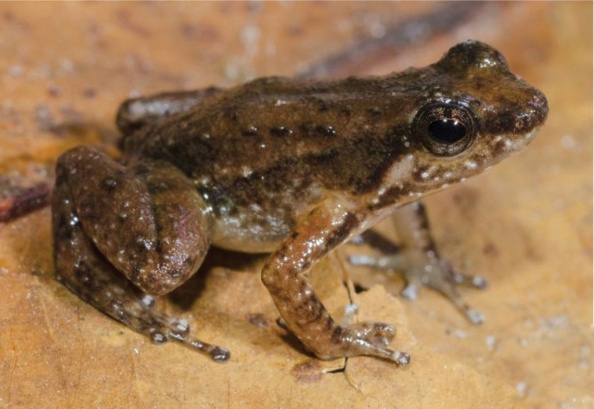
Anomaloglossus apiau – Weibchen
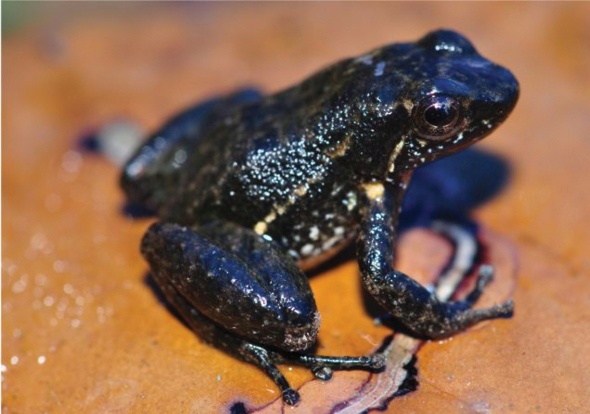
Anomaloglossus apiau – Männchen
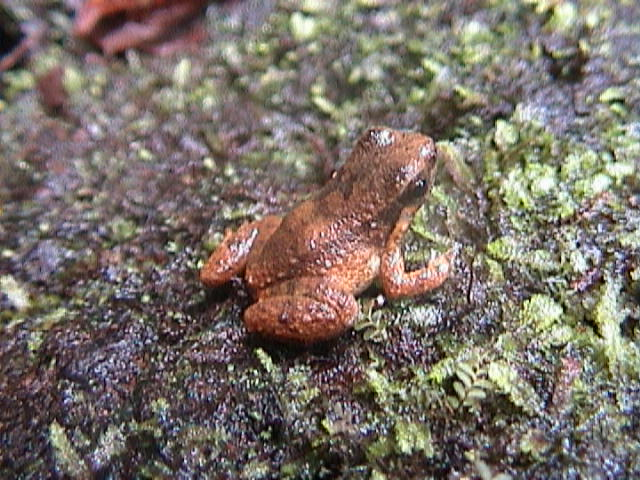
Anomaloglossus degranvillei
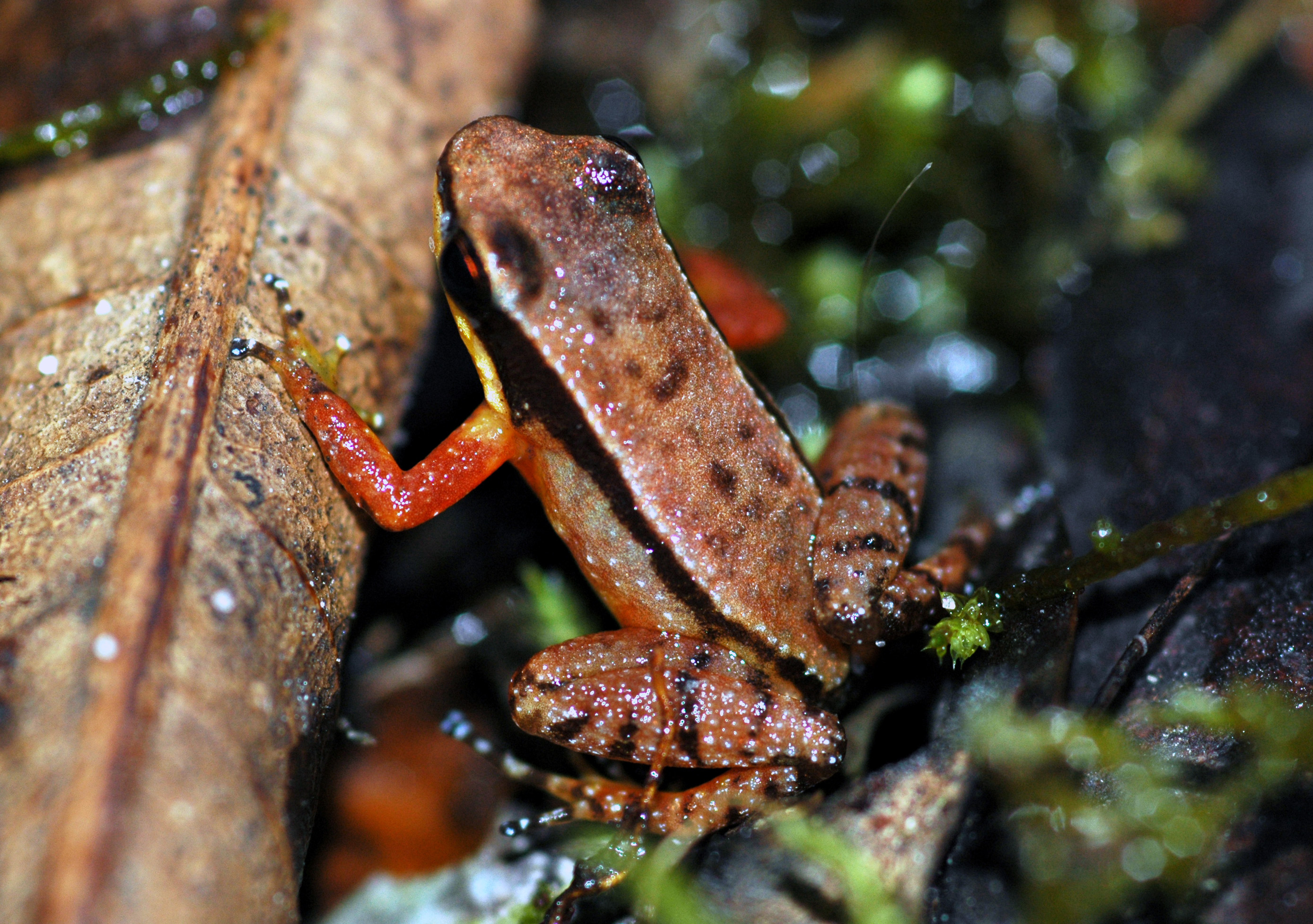
Anomaloglossus kaiei
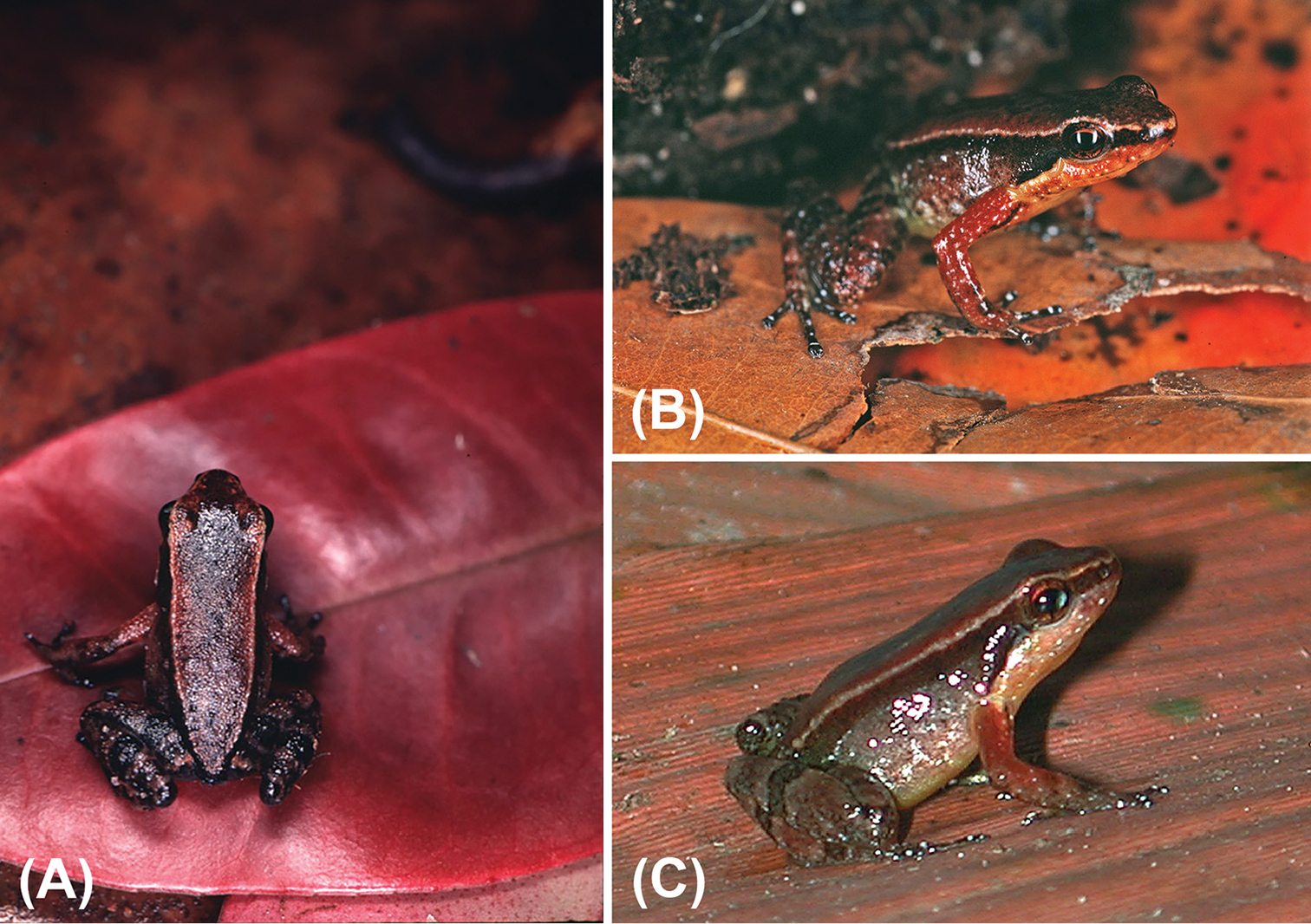
Anomaloglossus meansi
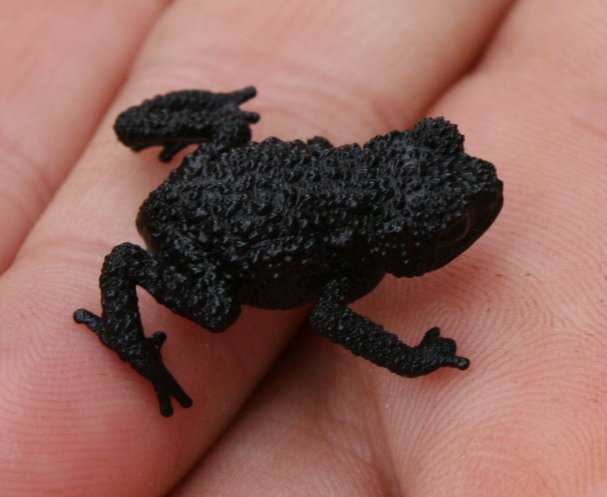
Anomaloglossus roraima
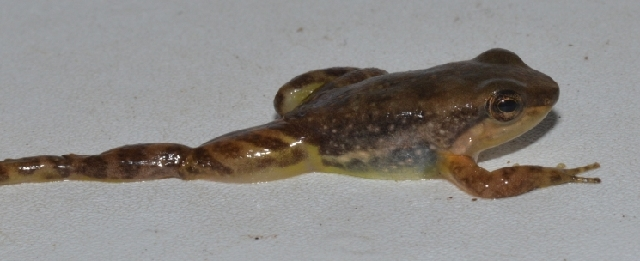
Rheobates pseudopalmatus